# Molen van Terlanen

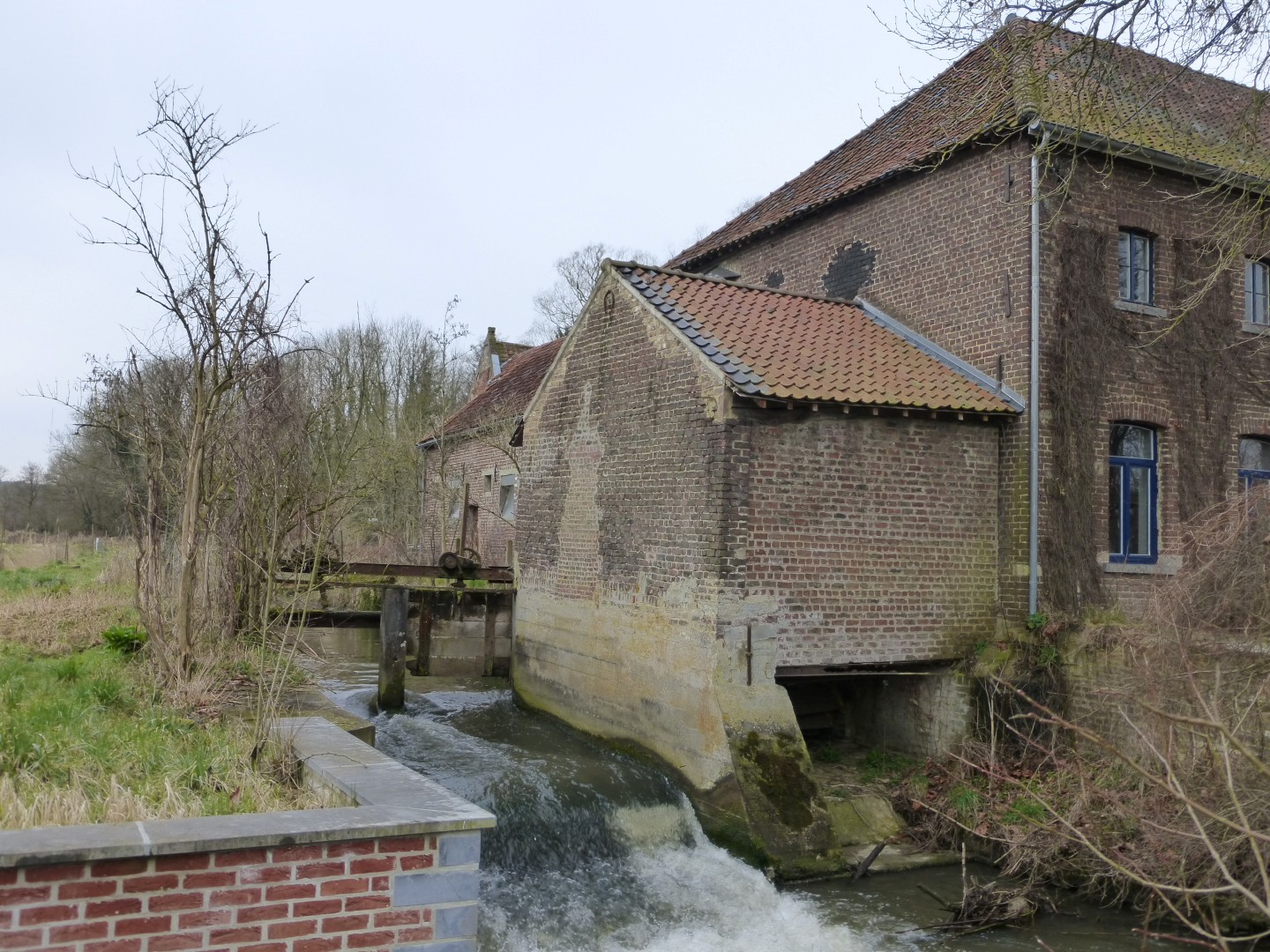
Molen van Terlanen

De Molen van Terlanen is een watermolen in de tot de Vlaams-Brabantse gemeente Overijse behorende plaats Terlanen, gelegen aan de Molenstraat 8.
Deze onderslagmolen op de Laan fungeerde als korenmolen.

## Geschiedenis
Al in 1290, en later in 1429, werd melding gemaakt van een watermolen op deze plaats. Eind 16e eeuw werd de molen tijdens de godsdiensttwisten vernield. Begin 17e eeuw werd hij herbouwd. In 1774 werd de molen gerenoveerd.
De molen was lang in bezit van adellijke families waaronder tot 1868 van de Meester de Tilbourg en in de 2e helft van de 20e eeuw van de familie Carton de Wiart.
In 1855 werd een nieuw rad geplaatst maar in 1892 werd de molen door brand getroffen en in in 1893 herbouwd. In 2009 werd bij de molen een vistrap aangebracht.
De molen heeft een ingebouwd houten onderslagrad.